# Leccinum schistophilum
Bolet rude des schistes, Bolet des schistes
Espèce
Statut de conservation UICN

 DD  : Données insuffisantes
Leccinum schistophilum, le Bolet rude des schistes, est une espèce de champignons (Fungi) basidiomycètes du genre Leccinum dans la famille des Boletaceae. Il est caractérisé par son habitat sur  terrils schisteux.

## Taxonomie
Le nom correct complet (avec auteur) de ce taxon est Leccinum schistophilum Bon.

### Synonymes
Leccinum schistophilum a pour synonyme :
- Leccinum palustre M.Korhonen

### Noms vulgaires et vernaculaires
Ce taxon porte en français les noms vernaculaires ou normalisés suivants : bolet rude des schistes, bolets des schistes.

## Description du sporophore
Les bolets sont des champignons dont l'hyménophore, constitué de tubes et terminés par des pores, se sépare facilement de la chair du chapeau. Ce chapeau d'abord rond, recouvert d'une cuticule, devient convexe à mesure qu’il vieillit. Ils ont un pied (stipe) central assez épais et une chair compacte. Les caractéristiques morphologiques de L. schistophilum sont les suivantes :

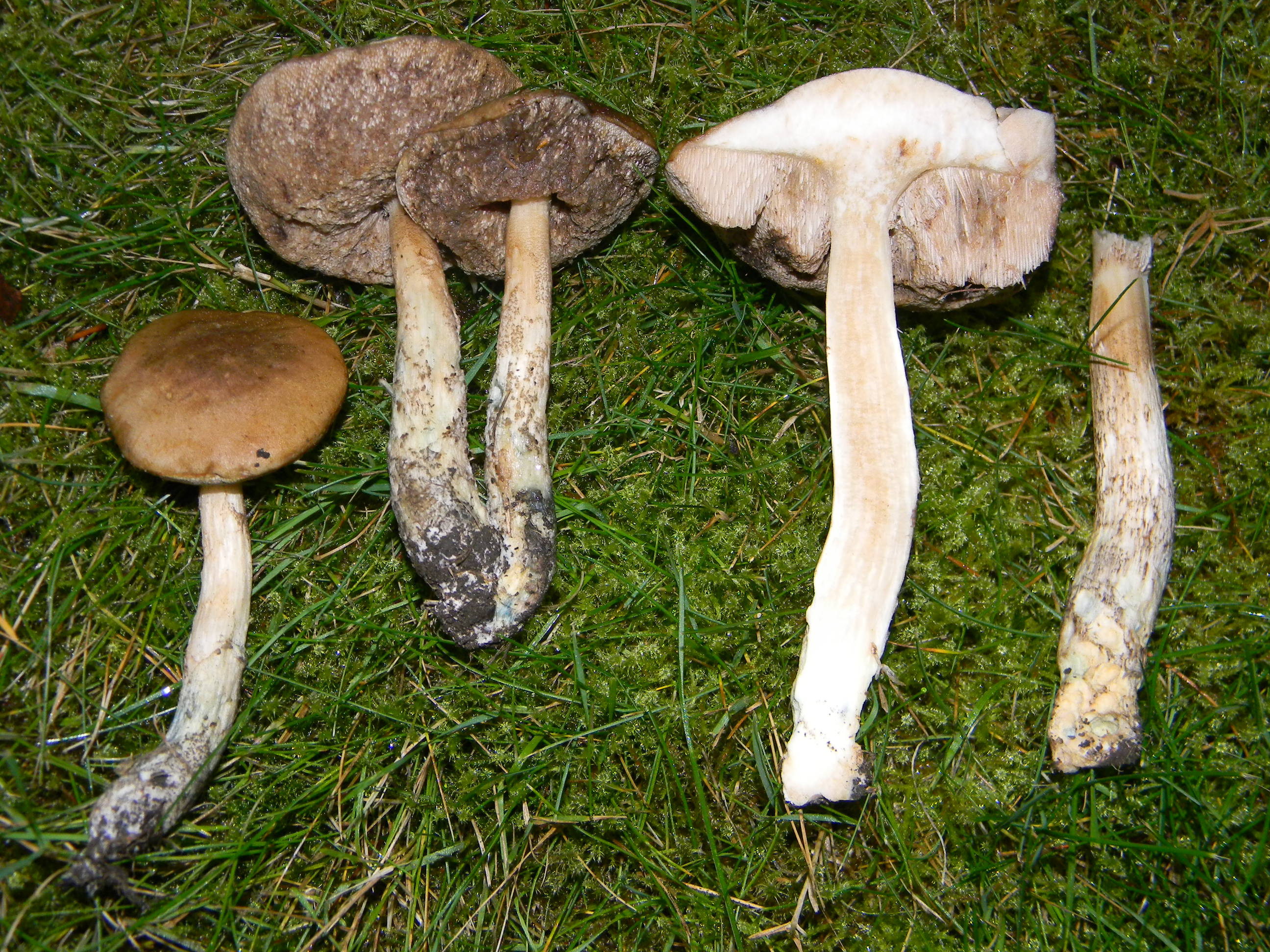
Collection de sporophores de L. schistophilum.

Son chapeau mesure 5 à 7 cm, de couleur ocre clair un d'aspect peu cabossé et craquelé,.
L'hyménophore présente des tubes et des pores de couleur crème pâle,.
Son stipe mesure 7 à 8 x 1 à 2 cm, de forme clavé à subfusiforme à base atténuée subradicante. Il est orné de squames grossières en chinures plus moins horizontales et est souvent taché de vert bleu à partir de la base,.
La chair est blanche, quasi immuable à lentement gris rosé à partir de la base,.

### Réactions chimiques
Réaction gris olivâtre à vert grisâtre au FeSO4, la réaction des autres réactifs est nulle.

### Caractéristiques microscopiques
Ses spores mesurent 18 x 6.5 µm en moyenne, de forme fusiforme à légère dépression supra appendiculaire.

## Habitat et distribution
Il s'agit un champignon ectomycorhizien, poussant sous bouleaux sur terrils schisteux et éboulis schisteux de charbonnages.

## Comestibilité
Le Bolet rude des schistes est comestible. Comme toutes les espèces de Leccinum au sens large, son pied fibreux et indigeste est souvent rejeté. Il est fréquemment recommandé de le cueillir jeune et de ne garder que le chapeau. Les Bolets rudes sont à l'origine de troubles gastro-intestinaux s'ils sont consommés crus ou mal cuits. En France, de par sa rareté, le Bolet rude des schistes ne fait l'objet d'aucune consommation traditionnelle ou occasionnelle notable. Il peut être considéré comme sans intérêt alimentaire .

## Confusions possibles
- Le Bolet ramoneur (Leccinum variicolor), qui a un chapeau noire-gris marbré. Rare, sans interêt alimentaire.
- Le Bolet rude (Leccinum scabrum), qui n'a pas de taches bleues à la base. Comestible.